# Вулиця Устияновича (Львів)
Вулиця Устияновича — вулиця у Галицькому районі міста Львова, неподалік від історичного центру. Сполучає вулиці Ірини Фаріон та Бібліотечну з площею Святого Юра, а також є уявним продовженням вулиці Бібліотечної. Утворює перехрестя з вулицями Професорською та Вакарчука.

## Історія і назва
Початково сполучала площу Святого Юра із нинішньою вулицею Дорошенка, однак тепер останній її відрізок виокремлений у вулицю Бібліотечну. Через це нумерація починається з четвертого номера. Першу відому назву Марії Маґдалени мала ще на початку XVIII століття. 1871 року перейменована на Липову, а 1893 — на честь польського поета Корнеля Уєйського. За часів німецької окупації перейменована на Цвілінгштрассе. У радянський період, від 1945 року мала назву на честь російського композитора Олександра Бородіна, який однак до Львова жодного стосунку не мав. 1946 року перейменована на пошану руського письменника і громадського діяча Миколи Устияновича, але деякі джерела стверджують, що йдеться про його сина — живописця і письменника Корнила Устияновича.

## Забудова
В архітектурному ансамблі вулиці Устияновича переважають класицизм та віденська сецесія. Більшість будинків внесено до Реєстру пам'яток архітектури місцевого значення.
№ 4 — будинок споруджений 1906 року проєктно-будівельним бюро Юзефа Сосновського та Альфреда Захаревича на замовлення Марії Бадені зі Скшинських. Одним із мешканців був віце-президент Львова, юрист, професор Марцелій Хламтач. До 1939 року в цьому будинку працювало консульство Чехословацької республіки. Після закриття посольства, пов'язане з окупацією Гітлером Чехословацької республіки у 1938 році, це приміщення винайняв під свою адвокатську контору львівський адвокат Володимир Старосольський, якого однак 1940 року було заарештовано. У радянські часи тут знаходився дитячий садок для дітей працівників Облспоживспілки, контора якої містилася в будинку при вул. Технічній, 1. За часів незалежності тут працює бібліотека-філія № 8 ЦБС для дорослих м. Львова, що 2015 року стала першою URBAN-бібліотекою у Львові. Попередником цього будинку був невеликий палац родини Скшинських, збудований у 1800—1810 роках.
№ 5 — корпус механічного факультету Національного університету «Львівська політехніка», збудований у стилі модернізованого, дещо гротескового класицизму у 1913—1924 роках. Початково корпус планувався за містом. Первинний проєкт Відтольда Мінкевича, Владислава Дердацького за участі Богдана Стефановського передбачав споруду з нетинькованої цегли, стилізовану під промислове будівництво. Однак виникли проблеми із придбанням ділянки, і будівництво розпочато на теренах, що вже віддавна належали Політехніці — за головним корпусом (нинішнє розташування). Через вибух першої світової війни завершити будівництво не вдалось. Пізніше, під час українсько-польської війни у сутеренах облаштовано тимчасовий морг та каплицю. Будівництво поновлено лише 1922 року та завершилося за три роки. При цьому початковий вистрій фасадів було змінено на неокласицистичний з метою достосувати його до оточення. Модернізований проєкт виконав архітектор Вітольд Мінкевич, скульптурні деталі авторства Яніни Райхерт-Тот. Будинок внесено до Реєстру пам'яток архітектури місцевого значення під охоронним № 309-м.
№ 6 — будинок споруджений 1896 року за проєктом Яна Шульца. Одним із мешканців будинку був критик та літературознавець Михайло Рудницький. За Польщі тут містилася майстерня Мечислава Шиманського з виготовлення лабораторних приладів, також мешкав доктор медицини Генрік Длугош.
№ 8, 8а, 8б — комплекс сецесійних житлових будинків, споруджених за проєктом Маврикія Зильберштайна у 1907 році. У будинку № 8 мешкав доктор філологічних наук Антон Залеський, у будинку № 8а мешкав кандидат медичних наук, головний лікар львівської обласної туберкульозної лікарні Володимир Кишакевич, а також багатолітній викладач Львівської середньої спеціалізованої музичної школи-інтернату імені Соломії Крушельницької Лідія Веніамінівна Голембо. В будинку під № 8б мешкав кандидат філологічних наук, доцент кафедри української мови, живописець Степан Михайлович Криворучко. Нині в будинку № 8 міститься хостел «Жоржхаус». Будинки внесено до Реєстру пам'яток архітектури місцевого значення під охоронними № 1049-м, 1050-м та 310-м.
№ 10 — будинок споруджено 1890 року за проєктом архітектора Густава Бізанца на замовлення Александра Биковського. Набув сучасного вигляду після реконструкції 1968 року. У 1946—1972 роках тут мешкав український графік Леопольд Левицький, про що сповіщає меморіальна таблиця авторства скульптора Еммануїла Миська та архітектора Мирона Вендзиловича, встановлена 1979 року на фасаді будинку. Меморіальна таблиця була відлита у бронзі на Львівській експериментальній кераміко-скульптурній фабриці. У 1984 році заходами дружини художника Гені Левицької та стараннями громадськості міста у квартирі митця було засновано меморіально-художній музей його імені. Нині музей входить до структури Національного музею у Львові імені Андрея Шептицького. 
№ 14 — до 1939 року будинок перебував у приватній власності Мар'яна Панчишина. Тут він організував протитуберкульозний диспансер — перший лікувальний заклад такого типу у Львові. У 1944—1972 роках у цьому будинку головним лікарем працював видатний фтизіатр П. А. Поважний, про що сповіщає меморіальна таблиця авторства скульптора Юрія Гав'юка, встановлена на фасаді будинку. Від радянських часів й до 2017 року тут були розташовані фізіопедіатричне та пульмонологічне відділення львівського протитуберкульозного диспансеру. У зв'язку з реорганізацією львівського протитуберкульозного диспансеру ці приміщення були вивільнені, а згодом виставлені на аукціон, виручені кошти від якого скеровані на розвиток медичної галузі. Будівлю колишнього диспансеру на вул. Устияновича, 14 придбало львівське ПП «Біола», що спеціалізується на торгівлі фармацевтичними товарами. Через те, що касаційний суд скасував право Львівської облради на це приміщення, через його незаконне привласнення та подальший продаж, тепер прокуратура подала позови про витребування їх з приватної власності. Тепер приватні власники, які придбали спірне майно, можуть його втратити.

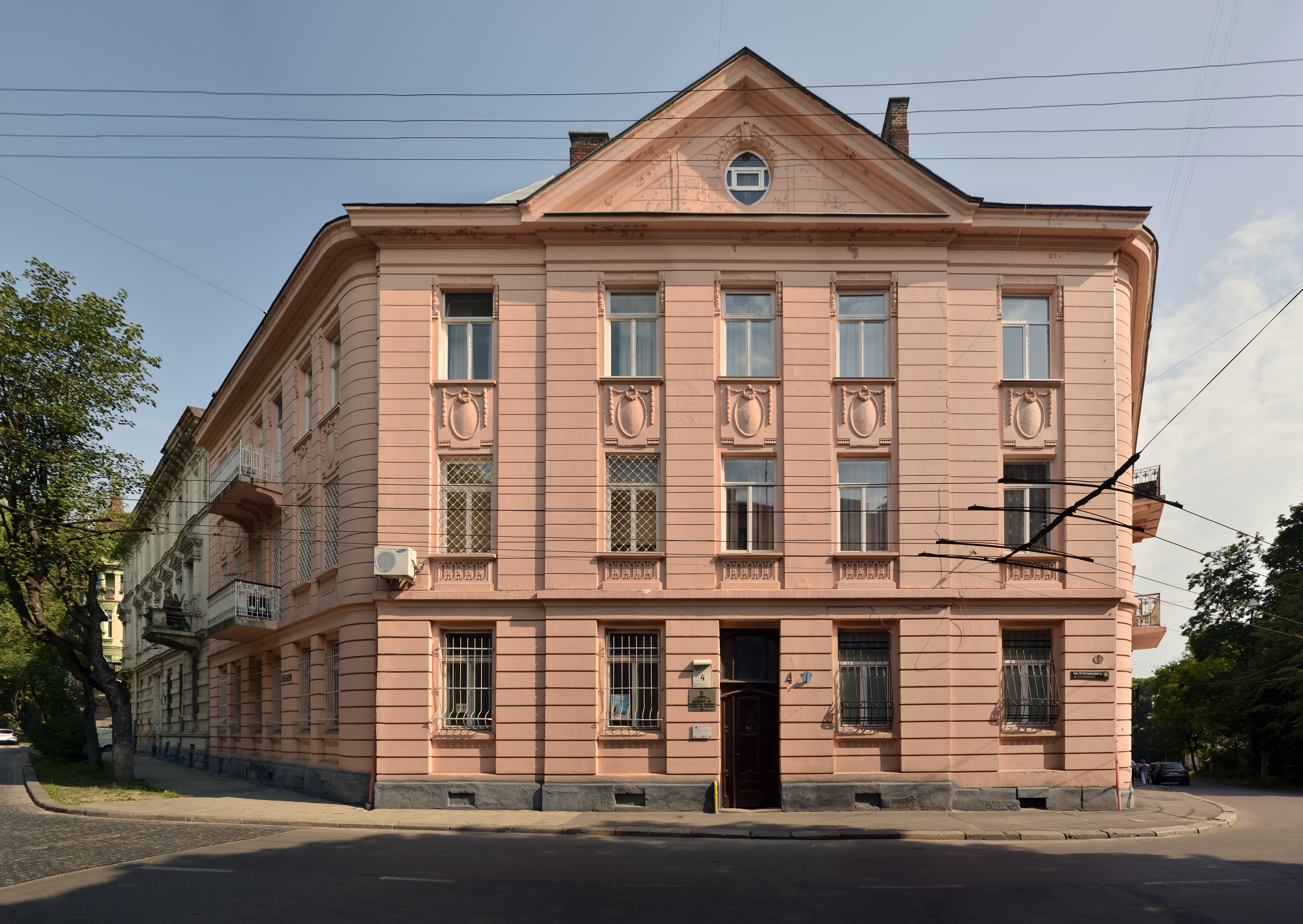
Будинок № 4
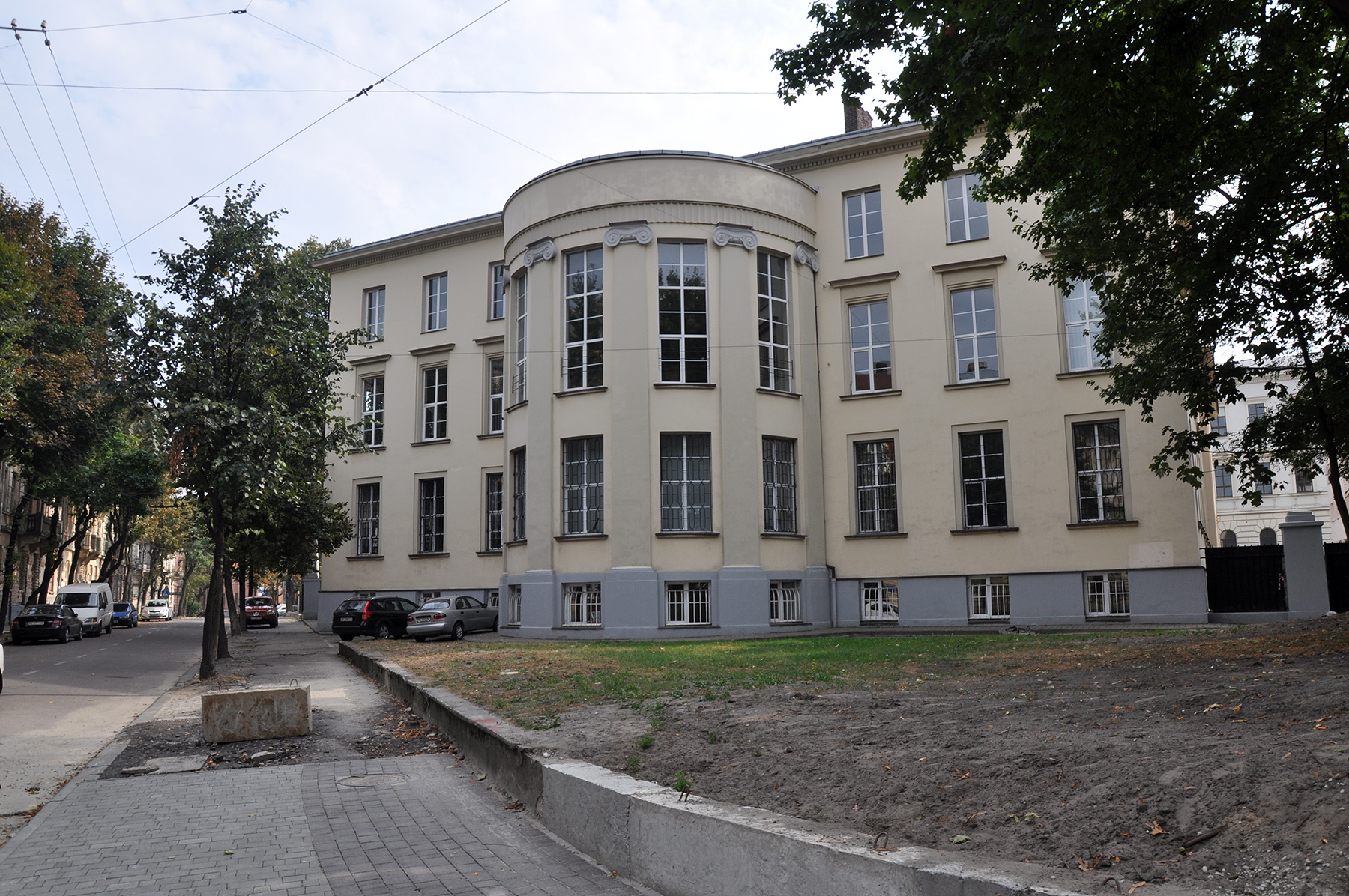
Будинок № 5
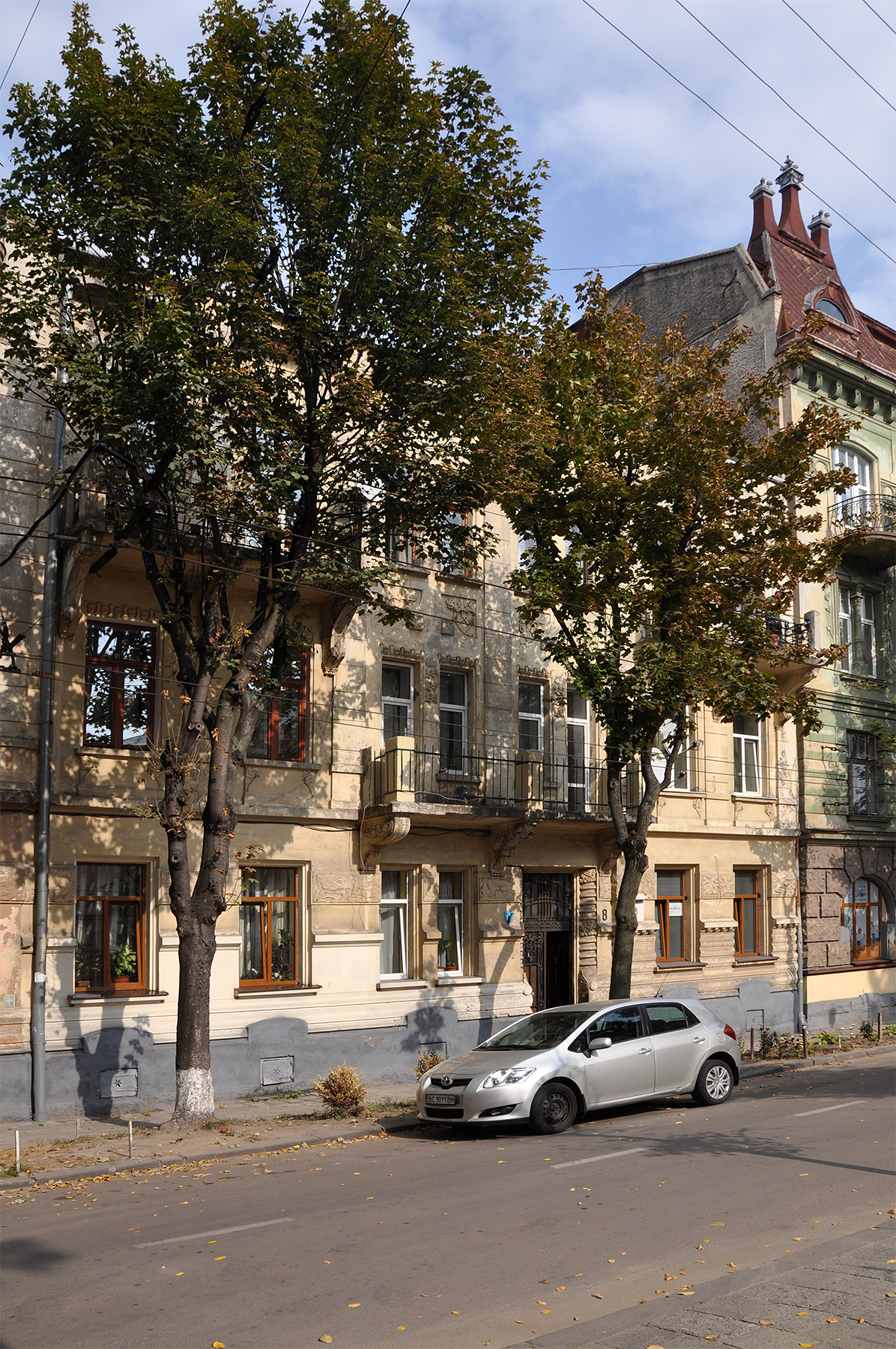
Будинок № 8
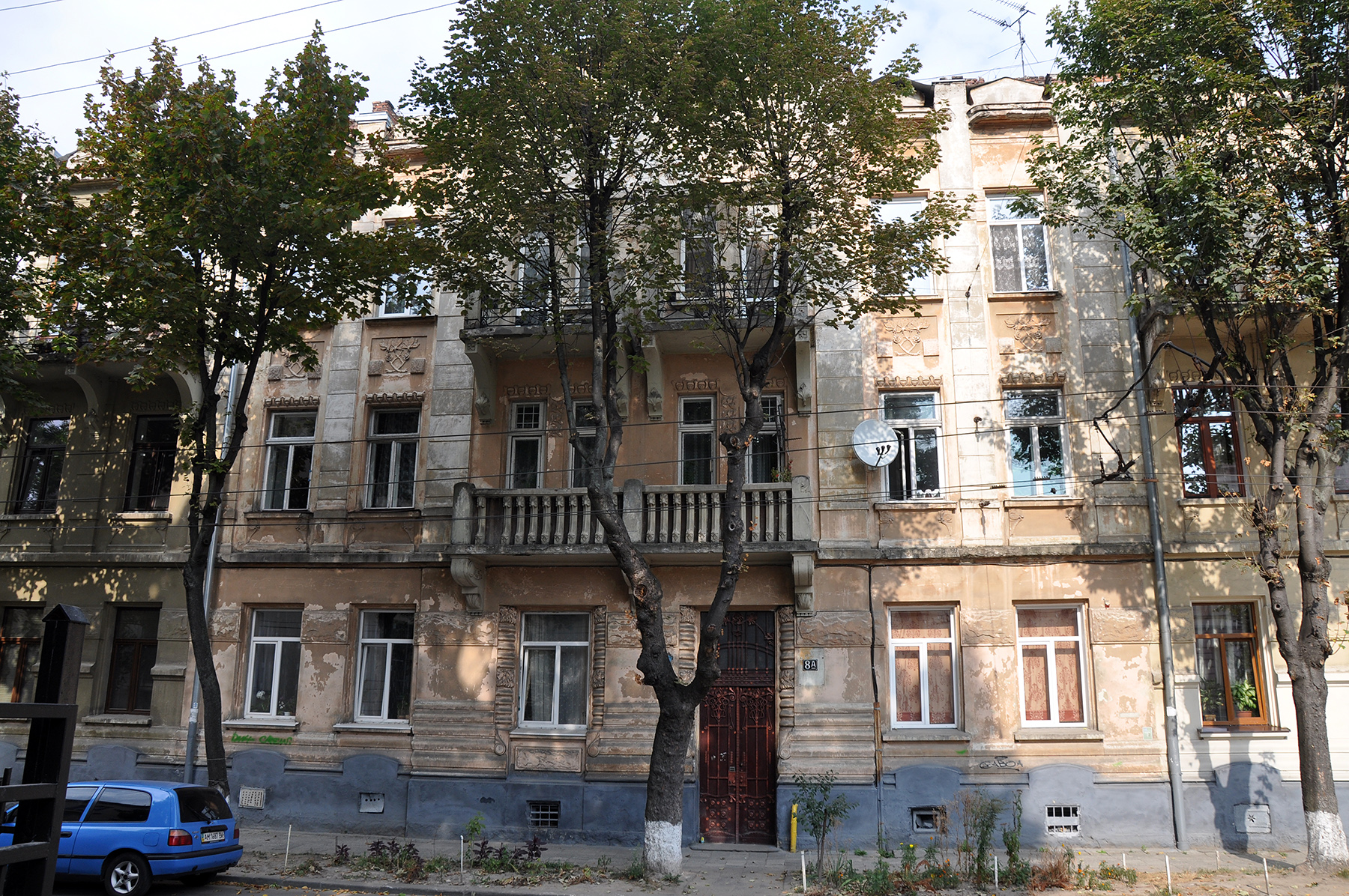
Будинок № 8а
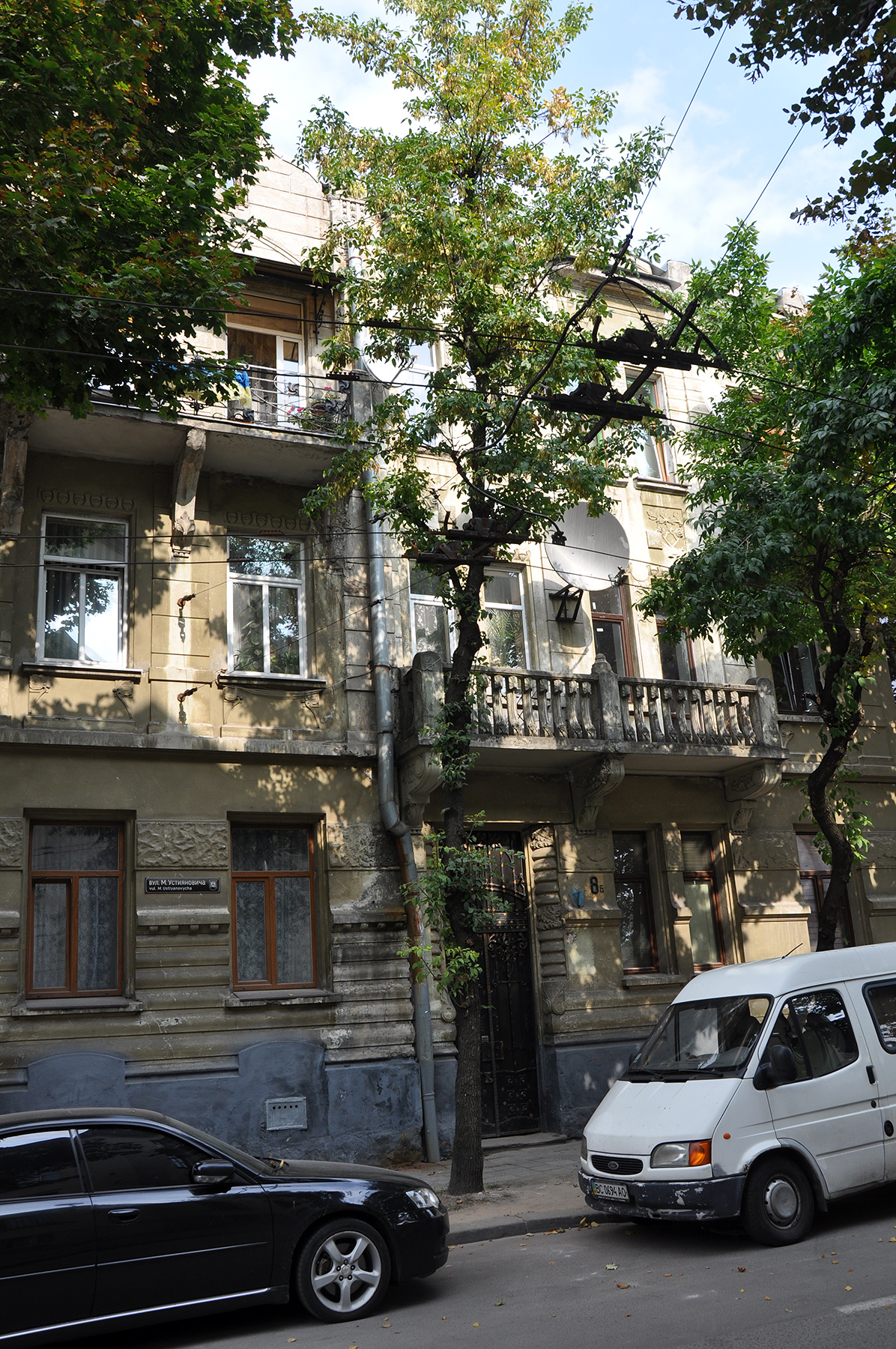
Будинок № 8б
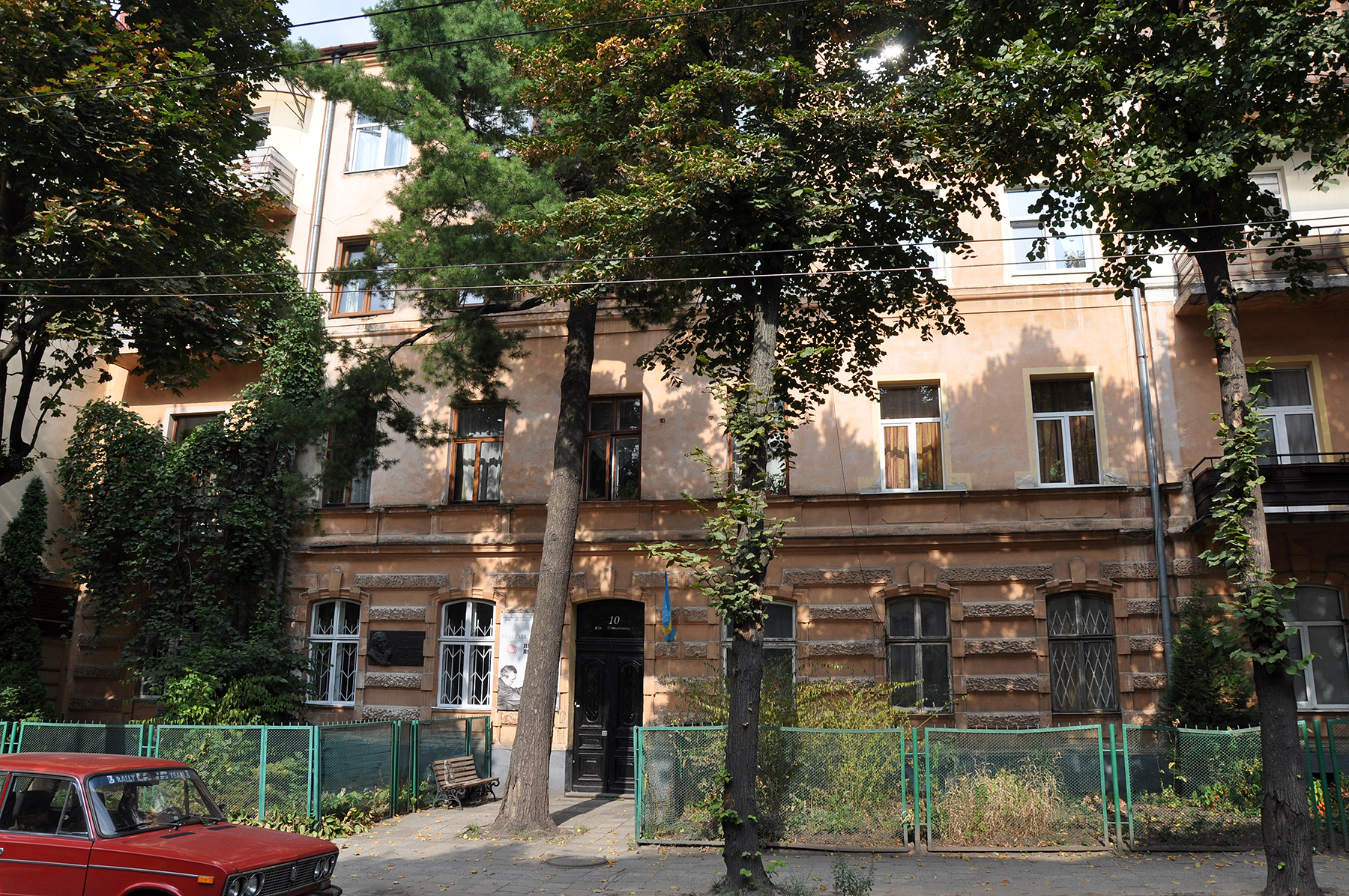
Будинок № 10
Меморіальна таблиця Леопольдові Левицькому на будинку № 10

## Транспорт
На вулиці організовано односторонній рух транспорту у напрямку від площі Святого Юра. Вулицею курсують тролейбусні маршрути № 22, 29, 30, 32, а також низка автобусних маршрутів.